# Temelucha nagatomii
Temelucha nagatomii är en stekelart som beskrevs av Kusigemati 1984. Temelucha nagatomii ingår i släktet Temelucha och familjen brokparasitsteklar. Inga underarter finns listade i Catalogue of Life.